# VV Baronie in het seizoen 1967/68
Het seizoen 1967/1968 was het 13e jaar in het bestaan van de Bredase betaaldvoetbalclub Baronie. De club kwam uit in de Tweede divisie en eindigde daarin op de negende plaats. Tevens deed de club mee aan het toernooi om de KNVB beker, hierin werd de club in de groepsfase uitgeschakeld.

## Wedstrijdstatistieken

### Tweede divisie
|       | AGOVV  | SC Drente | EDO   | Excelsior | Fortuna | Gooiland | De Graafschap | Heerenveen | Helmond Sport | Hermes DVS | Hilversum | Limburgia | NOAD  | PEC   | Roda JC | Veendam | Wageningen | ZFC   | Zwolsche Boys |
| ----- | ------ | --------- | ----- | --------- | ------- | -------- | ------------- | ---------- | ------------- | ---------- | --------- | --------- | ----- | ----- | ------- | ------- | ---------- | ----- | ------------- |
| Thuis | 11 – 1 | 4 – 1     | 3 – 1 | 2 – 1     | 5 – 2   | 3 – 3    | 2 – 1         | 3 – 6      | 0 – 2         | 1 – 1      | 4 – 1     | 2 – 2     | 1 – 2 | 0 – 0 | 5 – 0   | 0 – 1   | 6 – 4      | 1 – 2 | 2 – 0         |
| Uit   | 1 – 2  | 1 – 1     | 2 – 1 | 1 – 0     | 1 – 3   | 3 – 3    | 1 – 0         | 1 – 1      | 2 – 0         | 1 – 1      | 0 – 4     | 3 – 1     | 1 – 3 | 3 – 0 | 3 – 2   | 5 – 1   | 5 – 1      | 1 – 1 | 0 – 1         |

### KNVB beker
| Groepsfase                                   | NAC                                        | 2 – 0 (1 – 0) | Baronie                                          |
| 31 december 1967 Plaats: Breda Beatrixstraat | Frans Bouwmeester 4' Jacques Visschers 88' |               |                                                  |
| Groepsfase                                   | Baronie                                    | 3 – 5 (1 – 2) | Willem II                                        |
| 25 februari 1968 Plaats: Breda De Blauwe Kei | Gerrie Deijkers 7', –' Cees Heijboer       |               | –', –', –' Ger Saris 50' Rini Mettes Dom Hakkens |
| Groepsfase                                   | Baronie                                    | 2 – 1 (0 – 0) | NOAD                                             |
| 24 maart 1968 Plaats: Breda De Blauwe Kei    | Addy Brouwers Ad Holleman                  |               | Bart Stovers                                     |

## Statistieken Baronie 1967/1968

### Eindstand Baronie in de Nederlandse Tweede divisie 1967 / 1968
| Stand | Gespeeld | Gewonnen | Gelijk | Verloren | Punten | Doelpunten voor | Doelpunten tegen |
| ----- | -------- | -------- | ------ | -------- | ------ | --------------- | ---------------- |
| 9e    | 38       | 15       | 9      | 14       | 39     | 81              | 66               |

### Topscorers
| #              | Naam                        | Goal |
| -------------- | --------------------------- | ---- |
| 1.             | Gerrie Deijkers             | 25   |
| 2.             | Ad Holleman                 | 13   |
| 3.             | Addy Brouwers               | 12   |
| 4.             | Kees van Ierssel            | 11   |
| 5.             | Cees Heijboer               | 7    |
| 6.             | Ad van Ierssel              | 4    |
| 7.             | Rein Harting                | 3    |
| 8.             | Rini van Zundert            | 2    |
| 9.             | Cees Beerens                | 1    |
| 9.             | Henk van Ierssel            | 1    |
| 9.             | Ad Schnebeli                | 1    |
| Eigen doelpunt |                             |      |
| –              | Niels Houtriet (Wageningen) | 1    |
| Totaal         | Totaal                      | 81   |

| #      | Naam            | Goal |
| ------ | --------------- | ---- |
| 1.     | Gerrie Deijkers | 2    |
| 2.     | Addy Brouwers   | 1    |
| 2.     | Cees Heijboer   | 1    |
| 2.     | Ad Holleman     | 1    |
| Totaal | Totaal          | 5    |

## Voetnoten
AGOVV · Baronie · SC Drente · EDO · Excelsior · Fortuna · Gooiland · De Graafschap · Heerenveen · Helmond Sport · Hermes DVS · Hilversum · Limburgia · NOAD · PEC · Roda JC · Veendam · Wageningen · ZFC · Zwolsche Boys